# هوندا سی‌بی۴۵۰
هوندا سی‌بی۴۵۰ (به انگلیسی: Honda CB450) یک موتورسیکلت دوسیلندر، چهارزمانه، هواخنک ژاپنی که توسط کمپانی موتورسازی هوندا بین سال‌های ۱۹۶۵ تا ۱۹۷۴ ساخته می‌شد، این موتورسیکلت با تولید ۴۵ اسب بخار قدرت اولین موتورسیکلت «بزرگ» هوندا بود، اگرچه در هدف خود برای رقابت مستقیم با ترایمف‌ها، نورتون‌ها و هارلی-دیویدسن‌های بزرگتر در بازار آمریکای شمالی در آن زمان موفق نشد. در نتیجه، هوندا دوباره تلاش کرد و منجر به ساخت هوندا سی‌بی۷۵۰ چهارسیلندر شد که نقطه عطفی برای هوندا و آغاز عصر «سوپربایک» موتورسیکلت‌ها بود. 